# Fútbol Club Carlos Stein
Pour les articles homonymes, voir Stein.
Maillots
Dernière mise à jour : 4 juin  2025.
L'Asociación Fútbol Club Carlos Stein, communément appelé Carlos Stein, est un club péruvien de football originaire du district de José Leonardo Ortiz, province de Chiclayo, au nord du Pérou.

## Histoire

### Des débuts du club à la victoire en Copa Perú (2012-2019)
Fondé en 2012, le Carlos Stein doit attendre 2019 pour remporter son premier titre à savoir la ligue régionale de Lambayeque. Cette même année, il atteint la dernière phase de la Copa Perú – un mini-tournoi à quatre appelé la Finalísima – en compagnie du Deportivo Llacuabamba, du Sport Estrella et du Sport Chavelines. Le Carlos Stein termine à la 2e place dudit tournoi – derrière Llacuabamba – mais dépose une réclamation prétextant que son rival avait utilisé un joueur suspendu pour accumulation de cartons jaunes.  In fine, la Commission de justice de la Fédération péruvienne de football lui donne raison et retire le titre au Deportivo Llacuabamba. Ainsi le Carlos Stein se voit être sacré vainqueur de la Copa Perú pour la première fois de son histoire.  

### L'avènement du club chez les professionnels (2020-)

#### Accession en D1 (2020)
Ce sacre lui permet de disputer le championnat du Pérou en 2020. Malgré quelques coups (notamment une victoire 0-1 à l’extérieur sur le Sporting Cristal), le club éprouve beaucoup de difficultés pour sa première année en D1 (jusqu'à quatre entraîneurs utilisés en cours de saison). Il se sauve à la dernière journée et termine à la 17e place, la première de non-relégable. Mais le 17 mars 2021, à la suite d'une réclamation déposée par l'Alianza Lima devant le Tribunal arbitral du sport (TAS), celui-ci décide de retirer rétrospectivement deux points au Carlos Stein, qui finit donc à l'avant-dernière place du championnat 2020 (en position de relégué). Ainsi l'Alianza Lima est réintégré au championnat 2021 en lieu et place du Carlos Stein qui s'en retrouve exclu.

#### Rétrogradation en D2 (2021)
Alors que l'Argentin Miguel Ángel Zahzú (en) avait été engagé pour diriger le club en D1, celui-ci se retrouve entraîneur en D2 à la suite de la rétrogradation a posteriori décrétée par le TAS. Il renonce au bout de la 3e journée du championnat de 2e division 2021. Le club annonce l'arrivée de Rafael Castillo à la tête de l'équipe le 9 juin 2021. Il est lui-même remplacé par Jahir Butrón avec qui le club termine à la 2e place du championnat de 2e division 2021.

#### Ascenseur entre les1reet2edivision(2022-)
Le Carlos Stein joue un barrage les 4 et 7 novembre 2021 avec le 16e classé du championnat 2021, le Deportivo Binacional. Il s'impose aux tirs au but (0-1, 1-0, 2-4tab) et remonte en 1re division un an après sa rétrogradation en D2.
À la suite de menaces par des délinquants armés en raison du mauvais départ du club lors du championnat 2022, ce dernier se voit obligé de changer de région et s'installe à Jaén dans le département de Cajamarca. Le club finit par être relégué en 2e division à l'issue de l'antépénultième journée du championnat 2022, à la suite d'une sévère défaite à domicile 1-4 face au Deportivo Municipal.
Le Carlos Stein change à nouveau de domicile pour la saison 2023 et revient dans sa région d'origine, mais dans une ville différente cette fois-ci (Ferreñafe). L'année 2023 est néanmoins catastrophique sur le plan sportif, le club étant incapable de gagner (cinq matchs nuls et 17 défaites), il attend la 23e journée du championnat pour aligner sa première victoire (sur tapis vert) face à l'Alfonso Ugarte de Puno le 5 septembre. Quand bien même le club aurait dû être relégué sportivement en tant que dernier du championnat de 2e division, il est miraculeusement sauvé en raison de la rétrogradation administrative de l'Alfonso Ugarte de Puno (coupable d'avoir deux défaites sur tapis vert en cours de saison).

## Résultats sportifs

### Palmarès
| Compétitions nationales                                                                   | Compétitions régionales                                      |
| - Copa Perú (1) : - Vainqueur : 2019. - Championnat du Pérou D2 : - Vice-champion : 2021. | - Ligue de la région de Lambayeque (1) : - Vainqueur : 2019. |

### Bilan et records
- Saisons au sein du championnat du Pérou : 2 (2020 / 2022).
- Saisons au sein du championnat du Pérou D2 : 2 (2021 / 2023-).

## Joueurs et personnalités

### Entraîneurs
| - Marcial Salazar (2017) - Juan Carlos Cabanillas (es) (2017-2018) - César Sánchez (2018) - Daniel Valderrama (2019) - Juan Carlos Bazalar (2019) - Orlando Lavalle (2020) - Iván Chávez (2020) - Juan Carlos Bazalar (2020) - Daniel Valderrama (2020) - Miguel Ángel Zahzú (en) (2021) | - Rafael Castillo (2021) - Jahir Butrón (2021-2022) - Tabaré Silva (2022) - Javier Arce (2022) - Iván Chávez (2023) - Marcelo Vivas (en) (2023) - Iván Chávez (2023) - Orlando Lavalle (en) (2023) - Moisés Cabada (en) (2023-) |

## Culture populaire

### Rivalités
Le FC Carlos Stein maintient une rivalité locale avec le Pirata FC. Les deux clubs étant basés dans le même district de José Leonardo Ortiz (dans la province de Chiclayo), ce derby est porte le nom de Clásico Leonardino.